# Soneto 20
| «» Soneto 20 |
| --- |
| A woman's face with nature's own hand painted, Hast thou, the master mistress of my passion; A woman's gentle heart, but not acquainted With shifting change, as is false women's fashion: An eye more bright than theirs, less false in rolling, Gilding the object whereupon it gazeth; A man in hue all hues in his controlling, Which steals men's eyes and women's souls amazeth. And for a woman wert thou first created; Till Nature, as she wrought thee, fell a-doting, And by addition me of thee defeated, By adding one thing to my purpose nothing. But since she prick'd thee out for women's pleasure, Mine be thy love and thy love's use their treasure. |
| –William Shakespeare |

Soneto 20 é um dos 154 sonetos de William Shakespeare.

## Sinopse
Na fantasia do poeta, a beleza do jovem é resultado de mudança de idéia da Natureza, que começou a criar uma mulher, apaixonou-se pela própria criação e a transformou em um homem.
"Neste soneto, chamam atenção as observações psicológicas, apreciações quase inexistentes nos esquemas usuais da época, além da coragem em certas confissões."

Mário Márcio
Como em alguns outros sonetos, pode-se vislumbrar no presente uma conotação de homossexualidade. Aliás, quem se propuser a procurar ou acentuar esses indícios, irá encontrá-los...
O soneto explora os limites entre a sexualidade masculina e feminina e é um dos sonetos mais radicais de Shakespeare. Ele foca na chamada 'bela juventude' — uma querida amiga real ou imaginária do poeta que, até hoje, permanece anônima. Também há referência à sexualidade e à natureza da atração sexual.

## Traduções

### Tradução de Thereza Christina Roque da Motta
Tens a face de mulher pintada pelas mãos da Natureza,

Senhor e dona de minha paixão;

O coração gentil de mulher, mas avesso

Às rápidas mudanças, como a falsa moda que passa;

Um olhar mais brilhante, e mais autêntico,

A imantar tudo que contempla;

Uma cor masculina, a guardar todos os seus tons,

Rouba a atenção dos homens, e causa espanto às mulheres.

Se como mulher tivesses sido primeiro criado;

Até a Natureza, ao te conceber, caiu-lhe o queixo,

E eu, também, caído a teus pés,

Nada mais acrescento ao meu propósito.

Mas Ela, ao te escolher para o mais puro prazer, como o é,

Teu é o meu amor e, teu uso dele, o seu tesouro.

### Tradução deVasco Graça Moura
Feminil face que pintou Natura

tu tens que és dono e dona de meu lume:

coração de mulher, mas que não cura

do mudar que nas falsas é costume,

olhar mais claro que elas, mas sem manha,

dourando as coisas em que se puser;

tez de donzel que em tez a todos ganha,

prende olhos de homem e alma de mulher.

Primeiro de mulher tiveste alento,

depois, ao fabricar-te, a natureza

aditou-te o que me era impedimento,

coisa que meu propósito não lesa.

Pois se para o prazer delas se presta,

é meu o teu amor, delas a festa.

### Tradução deMilton Lins
A natureza fez um rosto de mulher,

Tu tens, ó mestre-mestra em minha devoção,

Coração de mulher, sem semelhar, sequer,

Mudanças de mulher e tão falsa feição.

Tens olhos com mais brilho e menos falsidade,

Dourando as formações a que levam encanto;

Um homem de matiz e de diversidade,

Dos homens rouba o olhar, das mulheres - o espanto.

Daí, para mulher primeiro vens criado,

A natureza até te fez reconhecido,

E aí, por adição, por ti fui derrotado,

Uma coisa somando ao meu plano excluído.

Quando ela te picou o prazer de mulher,

A mim - deu teu amor, a ti - fez como a quer.

### Tradução de Emmanuel Santiago
No balanço da lança me lanço colérico,

Traduzindo do Bardo os sonetos de amor,

E na liça me sinto um guerreiro de Homero,

Que, fugido de Troia, se fez tradutor.

São de amor, sim, eu sei, e agradável o estilo,

Uma dança gentil de palavras e ideias;

Inda assim eu me sinto um herói de Virgílio,

Uma cópia fajuta, uma sombra de Eneias.

Traduzindo as palavras do Bardo Imortal,

Sei que só restará, ao final, quase um eco,

Que me dá, entretanto, um prazer sem igual,

Pois, se o gênero é lírico, o trampo foi épico.

Eis que a Musa pergunta o que espero da vida:

Traduzir um soneto ou parir uma Ilíada?